# Drvodělka malá
Drvodělka malá (Xylocopa iris) je druh lesní včely.

## Popis
Včely dosahují délky těla 14 až 16 milimetrů a mají černě zbarvené tělo. Bříško je obvykle namodralé. Díky menší velikosti a modrému zbarvení břicha lze tento druh snadno odlišit od ostatních druhů lesních včel vyskytujících se ve střední Evropě.

## Areál rozšíření
Druh je rozšířen ve Středomoří a na východě až po Střední Asii. Ve střední Evropě je vzácný a vyskytuje se pouze v Bádensku-Württembersku v Německu, v Rakousku se vyskytuje pouze v Dolním Rakousku a ve Valais a Ticinu ve Švýcarsku. Druh byl v Bádensku-Württembersku znovu objeven v roce 2018 poté, co byl dlouho považován za vyhynulý. Ve Švýcarsku je kriticky ohrožený.

## Způsob života
Na rozdíl od většiny ostatních lesních včel si samičky druhu Xylocopa iris staví hnízda v odumřelých stoncích rostlin. Ve výšce asi 10 až 20 centimetrů vyhlodávají vstupní otvor do stonků silných asi 15 až 20 milimetrů. Vnitřek je pak vydlabán a stonek je zkrácen na délku asi 20 až 40 centimetrů. To pravděpodobně slouží ke stabilizaci hnízda proti větru. Horní otvor vzniklý zkrácením je utěsněn silnou dřeňovou zátkou.